# Róbert Gunnarsson
Róbert Gunnarsson (Reykjavík, 22 de maio de 1980) é um handebolista profissional islandês, medalhista olímpico.
Róbert Gunnarsson fez parte do elenco da inédita medalha de prata, em Pequim 2008.